# Sainte-Florence (Vendeia)
Sainte-Florence foi uma comuna francesa na região administrativa da Pays de la Loire, no departamento de Vendeia. Estendia-se por uma área de 17,09 km². Em 2010 a comuna tinha 1 123 habitantes (densidade: 65,7 hab./km²).
Em 1 de janeiro de 2016, passou a formar parte da nova comuna de Essarts en Bocage.